# Friolfe
Friolfe (llamada oficialmente San Xoán de Friolfe) es una parroquia y una aldea española del municipio de Páramo, en la provincia de Lugo, Galicia.

## Organización territorial
La parroquia está formada por veintiuna entidades de población, constando veinte de ellas en el nomenclátor del Instituto Nacional de Estadística español:

### Entidades de población
Entidades de población que forman parte de la parroquia:
- Bicás
- Bravos
- Cabana (A Cabana)
- Cabanas
- Cancela (A Cancela)
- Escouprín
- Friolfe
- Guisande
- Lagoa
- Mato
- Outeiro
- Pacios
- Quintián
- Rebordelos
- Redondo (O Redondo)
- Regueiroscuro (Regueiro Escuro)
- San Pedro
- Seoane
- Vigo
- Vilariño

### Despoblado
Despoblado que forma parte de la parroquia:
- Vilanova

## Demografía

### Parroquia
| Gráfica de evolución demográfica de Friolfe (parroquia) entre 2000 y 2020 |
|                                                                           |
| Datos según el nomenclátor publicado por el INE.                          |

### Aldea
| Gráfica de evolución demográfica de Friolfe (aldea) entre 2000 y 2020 |
|                                                                       |
| Datos según el nomenclátor publicado por el INE.                      |